# Bukit Tinggi
Bukit Tinggi (en malayo: Bukit Tinggi) es una localidad de Malasia, en el estado de Pahang.
Se encuentra a una altitud de 712 m sobre el nivel del mar. 

## Demografía
Según estimación 2010 contaba con 12836 habitantes.